# Penny Lancaster
Pour les articles homonymes, voir Lancaster.
Penelope Claire Lancaster, Lady Stewart, née le 15 mars 1971, est un mannequin et une personnalité de la télévision anglaise.
En 2014, elle rejoint l'émission du midi d'ITV Loose Women (en). Elle apparaît en tant que chroniqueuse de 2014 à 2019, revient en 2021, puis reprend sa place de manière permanente à partir de 2024.
Elle est mariée au chanteur de rock Rod Stewart.

## Biographie
Penny Lancaster naît à Chelmsford, Essex, Angleterre, le 15 mars 1971, de Graham Lancaster et Sally et a un frère prénommé Oliver,. À l'âge de six ans, Lancaster s'est mise à la danse, notamment aux claquettes, au ballet et à la danse moderne. À 16 ans, elle a abandonné à cause de sa taille et a décidé que l'aérobic conviendrait mieux à sa silhouette, et six ans plus tard, elle est devenue entraîneuse de fitness certifiée. C'est à cette époque qu'elle est repérée par un recruteur de mannequins, qui lui suggère d'envisager une carrière dans le mannequinat. Lancaster souffre d'un problème de transpiration chronique appelé hyperhidrose.

## Carrière

### Début de carrière
Tout au long des années 1990, Lancaster a entretenu une relation à long terme avec le commerçant de la ville Mickey Sloan. Ils ont vécu aux Bermudes de 1996 à 1998 mais se sont séparés en 1999.
À cette époque, Lancaster décide d'en apprendre davantage sur l'autre facette du mannequinat et commence à suivre des cours de photographie.

### Ultimo
En 2002, Lancaster a signé pour être le visage de la marque de lingerie de créateur Ultimo pour 200 000 £. Bien qu'elle ait réussi à promouvoir la marque, en augmentant sa notoriété, notamment au Royaume-Uni, deux ans plus tard, le contrat de Lancaster n'a pas été renouvelé,. Elle a été remplacée dans le rôle par l'ex-femme de Rod Stewart, Rachel Hunter. Lancaster a rapidement signé un contrat avec une autre agence de mannequins de premier plan, Elite New York. La décision d'Ultimo de la remplacer, surnommée Bra Wars par la presse britannique, a été perçue comme un coup de publicité, ce qui a exaspéré Stewart, qui a décrit la fondatrice d'Ultimo, Michelle Mone, comme « manipulatrice ». Cependant, deux des filles de Stewart, Kimberly et Ruby, ont depuis posé pour Ultimo.

### Strictly Come Dancing
Lancaster est l'une des quatorze célébrités participant à la cinquième saison de Strictly Come Dancing en 2007. Au cours de la semaine 4, elle est l'une des deux dernières participantes. Lors de la sixième semaine de l'émission, elle et son partenaire de danse, Ian Waite, affrontent en duel Matt Di Angelo et sont éliminés à l'issue du vote.

### Loose Women
Le 15 septembre 2014, Penny Lancaster est annoncée comme chroniqueuse occasionnelle dans l'émission télévisée de midi Loose Women (en). Elle participe à quatre émissions au cours de sa première saison. Durant les saisons 20 et 21, sa présence devient plus régulière, avec en moyenne deux apparitions par mois. Elle apparaît plus rarement lors de la saison 22, avec six participations, puis dix pendant la saison 23 et quatre lors de la saison 24. Elle devient chroniqueuse régulière au cours de la saison 25. Après une pause dans sa collaboration avec l'émission, elle y revient en 2025. Elle n'a pas officiellement quitté le programme.

### Autres travaux télévisuels
En janvier 2018, Penny Lancaster participe à And They're Off! au profit de Sport Relief.
En janvier 2019, elle apparaît dans un épisode de Celebrity Catchphrase et, le mois suivant, dans Famous and Fighting Crime aux côtés de ses collègues célébrités Jamie Laing, Katie Piper, Sandi Bogle et Marcus Brigstocke sur Channel 4. En 2021, Lancaster concoure dans Celebrity MasterChef sur BBC. Elle a atteint son quart de finale, perdant contre Melanie Sykes et Megan McKenna. En 2024, son mari, Rod Stewart, a accusé le présentateur de MasterChef, Gregg Wallace, de l'avoir humiliée  lorsqu'elle est apparue dans l'émission et d'avoir organisé les incidents lorsque cela s'est avéré être « coupé » du programme diffusé. L'accusation a été formulée dans le contexte d'une annonce de la BBC concernant une enquête sur les allégations de harcèlement sexuel de femmes contre Wallace sur le plateau de MasterChef.

### Travail de police
En 2020, après être apparue dans Famous and Fighting Crime sur Channel 4, Penny Lancaster rejoint la police de la ville de Londres en tant qu'agent spécial volontaire. En avril 2021, elle termine sa formation pour devenir agent de police spécial et est maintenant pleinement qualifiée. Elle était en mission de police lors des funérailles de la reine et du couronnement du roi Charles III,.

## Vie personnelle
En 1999, Penny Lancaster rencontre le chanteur Rod Stewart, qui accepte qu'elle prenne des photos de lui lors d'une tournée. Une histoire d'amour naît rapidement et le couple entame une relation de sept ans.
Lors du concert One Night Only! Rod Stewart Live d'octobre 2004 au Royal Albert Hall à Londres, Penny Lancaster apparaît sur scène aux côtés de Rod Stewart lors de l'interprétation de la chanson Rhythm of My Heart (en). Elle y est costumée en une esthétique joueuse de cornemuse écossaise en kilt.
Elle donne naissance à leur premier enfant le 27 novembre 2005. Le couple se marie le 16 juin 2007 à La Cervara près de Portofino, en Italie. Le 17 février 2011, il est annoncé que PennyLancaster avait donné naissance à leur deuxième enfant (le huitième de Stewart).
Penny Lancaster est ambassadrice de Penny for London, une association caritative qui aide les jeunes à échapper à la pauvreté, soutenue par Northern & Shell (en), l'ancienne société mère du Daily Express, Goldman Sachs, Barclaycard et VISA. Elle est également vice-présidente du Royal National Institute of Blind People et la marraine de l'association caritative britannique Care Of Police Survivors.

À l'âge de 46 ans, elle apprend qu'elle est dyslexique. 